# Zulime

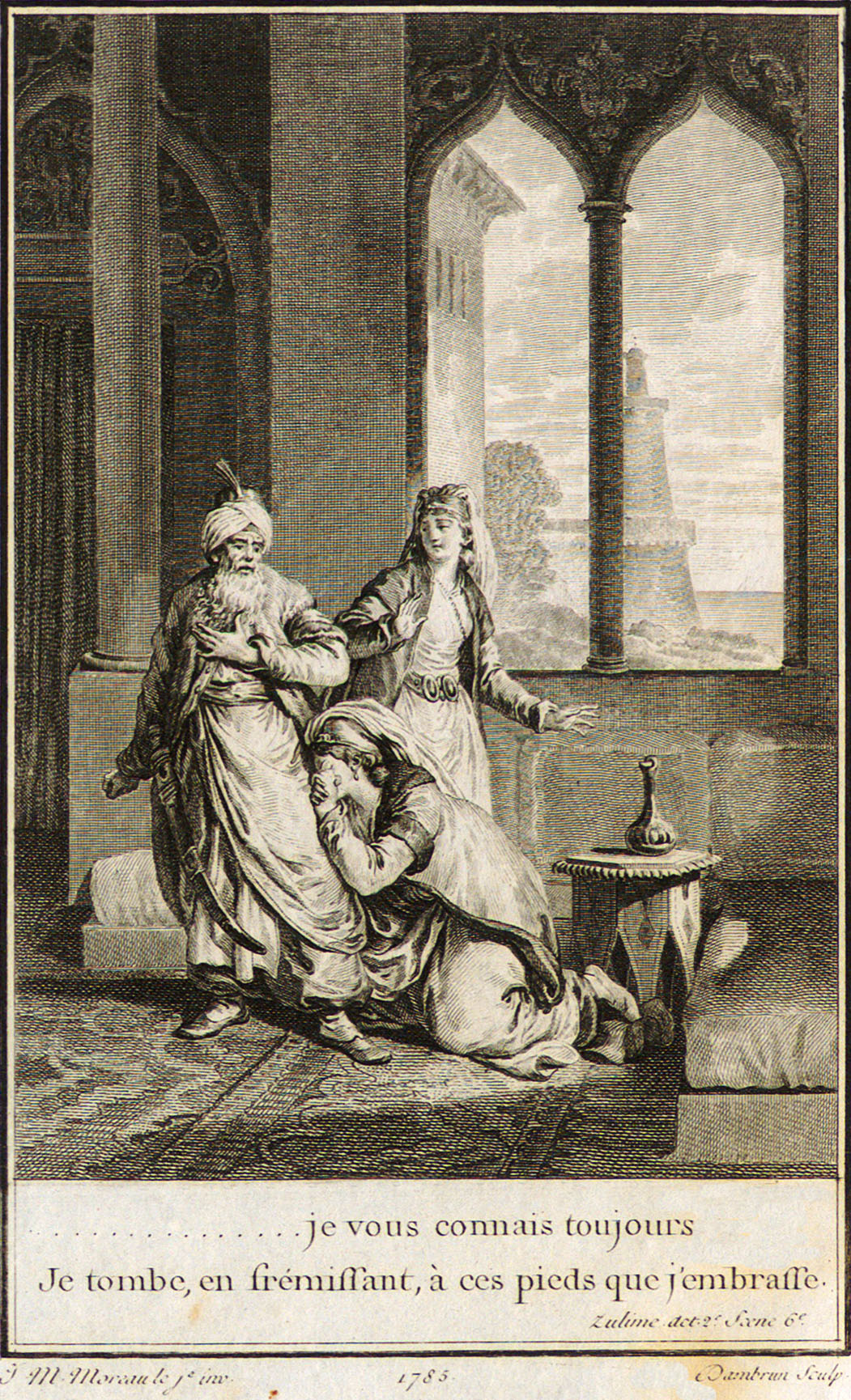
Jean-Michel Moreau: Illustration zur Zulime 1785

Zulime ist eine Tragödie in fünf Aufzügen von Voltaire. Der im Januar 1740 in nur acht Tagen verfasste Text wurde von Voltaire wiederholt unter den Arbeitstiteln Medimé und Fanine überarbeitet und auf Bitten der Mademoiselle Clairon 1761 wieder auf den Spielplan der Comédie-Française aufgenommen. Eine nicht autorisierte und von Voltaire abgelehnte Buchausgabe erschien 1761.

## Handlung
Die Handlung spielt in einem Schloss in der maurischen Provinz Trémizène in Afrika. Zulime, die Tochter des Scherifen Bénassar, verliebt sich in den versklavten christlichen Königssohn Ramire, der in der Kindheit bereits nach christlichen Ritus Atide angetraut wurde. Der Stimme ihres Herzens folgend lehnt sich Zulime gegen den Vater auf und bereitet die Flucht Ramires vor. Dieser liebt jedoch weiterhin Atide und will nur mit ihr gemeinsam fliehen. In ihrer Verzweiflung verfällt Zulime vorübergehend auf den Gedanken, Ramire zu ermorden. Ein Angebot Bénassars, Ramire könne als sein Schwiegersohn an seiner statt regieren, lehnt dieser ab: Allein Atide ist seine Frau. Als Zulime die Aussichtslosigkeit ihrer Situation erkennt, entscheidet sie sich für den Freitod.

## Literarische Vorlage und biografische Bezüge
Voltaire adaptierte Motive aus Racines Bajazet und Thomas Corneilles Ariane. Den Text verfasste Voltaire im Januar 1740 nach eigenen Angaben innerhalb von nur acht Tagen. Nach der misslungenen Uraufführung plante Voltaire zunächst eine achtwöchige Überarbeitung. Bis 1760 arbeitete Voltaire das Stück mehrfach unter unterschiedlichen Titeln um, ohne sich zu einer Veröffentlichung entschließen zu können.

## Aufführungen und zeitgenössische Rezeption
Die Tragödie wurde am 8. Juni 1740 der Comédie-Française ohne Nennung des Verfassers uraufgeführt. Sie fiel beim Publikum durch und wurde schon in der Folgewoche vom Spielplan genommen. Die Rücknahme hatte verschiedene Gründe. Zum einen erkannte Voltaire stilistische und dramaturgische Fehler des Textes. Zum anderen geriet die private Widmung an die im Sterben liegende Marie Elisabeth Sophie, Mademoiselle de Guise, zweite Frau des Duc de Richelieu zu einem Fauxpas, der den Herzog verstimmte. Das Stück wurde unter dem Titel Fanine 1757 in Lausanne und 1760 in Voltaires privatem Theater in Les Délices erneut aufgeführt. Widerstrebend gestattete Voltaire auf Bitten der Mlle Clairon im August 1761 die Wiederaufführung der Zulime an der Comédie-Française. Den beachtlichen Erfolg der Aufführung schrieb er selbst in erster Linie der Darstellung der Clairon zu.

## Drucklegung
Zulime erschien 1761 in einem von Voltaire abgelehnten vermutlich Pariser Raubdruck mit falschem Impressum Genf. Ein Teil der Auflage wurde mit einem Stempel durch Zufügung eines I auf MDCCLXII umdatiert. Es existiert ein weiterer Raubdruck mit 47 Seiten (recte 55), vermutlicher Druckort Avignon. Die erste autorisierte Fassung erschien 1763 im 10. Band, zweiter Teil, der Werkausgabe Cramer.

## Beigaben
Dem ersten autorisierten Druck innerhalb der Cramer’schen Werkausgabe stellte Voltaire 1762 ein Èpitre dédicatoire á Mlle Clairon voran.

## Erste Ausgaben
- Zulime, Tragédie En Cinq Actes, Par M. de Voltaire. Représentée par les Comédiens Français ordinaires du Roi, Genève (vermutlich Paris), 1761, 8°, 71 S., von Voltaire abgelehnter Raubdruck
- Zulime, Tragédie En Cinq Actes, Par M. de Voltaire. Représentée par les Comédiens Français ordinaires du Roi, Genève (vermutlich Avignon), 1761, 8°, 47(recte 55) S.
- Zulime, Tragédie En Cinq Actes, Par M. de Voltaire. A Dresde, chez George Conr. Walther, 1770, 8°, 80 S., Nachdruck der autorisierten Ausgabe von 1763.